# شيلبي جيمس
شيلبي جيمس (بالإنجليزية: Shelby James)‏ هو دراج أمريكي، ولد في 29 أكتوبر 1973 في أورلاندو في الولايات المتحدة.